# Jubisentidae
Jubisentidae (лат.) — семейство вымерших равнокрылых насекомых из надсемейства Fulgoroidea, представители которого найдены в меловом бирманском янтаре. Представители группы были нелетающими (короткокрылыми), имели маскировку и, предположительно, обитали на травах в азиатских меловых тропиках.

## Описание
Маленькие и компактные цикадки (около 5 мм и менее), по крайней мере ноги с длинными щетинками. Эвметопа и наличник со срединным килем; наличник сильно приподнят, без боковых килей; рострум заходит за задние тазики, длина вершинного членика больше ширины. Оцеллии отсутствуют. Переднеспинка с передним краем, выходящим за середину глаза, боковой край позади глаз очень короткий, задний край неглубоко надрезан. Суббрахиптерные или короткокрылые, жилкование надкрылий нечеткое; тегула, клавальный шов и заднее крыло отсутствуют.
Задние голени без боковых зубов; все вершинные гребни задних ног однорядные, из нескольких зубцов с субапикальными щетинками. Брюшко самки короткое, яйцеклад длинный, мечевидный, его основание примерно на середине длины брюшка.

## Классификация
- Подсемейство †Jubisentinae Zhang et al., 2019
  - †Furtivirete Zhang et al., 2019
    - †Furtivirete zhuoi Zhang et al., 2019

  - †Jubisentis Zhang et al., 2019
    - †Jubisentis hui Zhang et al., 2019
- Подсемейство †Psilarginae Shcherbakov, 2020
  - †Psilargus Shcherbakov, 2020
    - †Psilargus anufrievi Shcherbakov, 2020